# Marcello Aliprandi
Marcello Aliprandi (Roma, 2 gennaio 1934 – Roma, 26 agosto 1997) è stato un regista italiano.

## Biografia
A metà degli anni cinquanta, abbandonati gli studi di economia, si iscrive ai corsi di regia dell'accademia d'arte drammatica "Silvio D'Amico". Dopo il diploma comincia un intenso apprendistato in teatro come assistente di Luchino Visconti in opere drammatiche e liriche ed è al suo fianco anche durante la lavorazione del film Il Gattopardo. Continua, per tutti gli anni sessanta, a dedicarsi al teatro, entra a far parte della "Compagnia dei giovani" e dirige in proprio drammi e opere liriche. Nel 1963 collabora con  Sven Age Larsen alla regia della prima edizione italiana della commedia musicale My Fair Lady, con Delia Scala, Gianrico Tedeschi e Mario Carotenuto.
Nel 1968 torna al cinema come aiuto-regista di Alberto Lattuada in Fräulein Doktor. 
L'esordio alla regia cinematografica avviene nel 1970 con la commedia fantastica La ragazza di latta. Il film, interpretato da Roberto Antonelli e un'esordiente Sidney Rome, è un apologo grottesco sul consumismo e i sogni della borghesia . Del 1974 è Corruzione al palazzo di giustizia, film di denuncia dall'omonima pièce di Ugo Betti, interpretato da Franco Nero, Martin Balsam e Fernando Rey. Il film riscuote un buon successo di pubblico e critica  e l'anno dopo Aliprandi gira Un sussurro nel buio, opera sofisticata tra il thriller e lo psicanalitico  interpretata, tra gli altri, dall'attore wellesiano Joseph Cotten.
Dopo aver girato da una sceneggiatura di Ugo Liberatore la commedia sul nudismo Senza buccia (che vede tra gli attori una Ilona Staller non ancora in versione hard), tra la fine degli anni settanta e l'inizio degli ottanta Aliprandi affianca a quella cinematografica l'attività televisiva, dedicandosi a diversi adattamenti televisivi dalla letteratura e dal teatro, tra i quali La mano indemoniata da un racconto fantastico dello scrittore Massimo Bontempelli interpretato da Cochi Ponzoni e uno Zoo di vetro dal dramma omonimo di Tennessee Williams. 
Nel 1981, trasferitosi per un breve periodo negli Stati Uniti, stringe amicizia col regista-coreografo Bob Fosse e lo dirige nella parte di sé stesso in Hello Hollywood, qui Broadway!, film-tv musicale in tre puntate per Raiuno.
Nel 1982 gira Morte in Vaticano, con Terence Stamp e Fabrizio Bentivoglio, un thriller fanta-religioso vagamente ispirato alla morte prematura e per alcuni misteriosa di papa Luciani.
Complice anche la crisi del cinema iniziata alcuni anni prima, per tutti gli anni ottanta, Aliprandi non dirigerà più film per il grande schermo ma si dedicherà esclusivamente ad alcune serie televisive. Del 1984 è I ragazzi della valle misteriosa (con Kim Rossi Stuart e Alessandro Haber) e del 1988 la miniserie nostalgico/musicale Quando ancora non c'erano i Beatles, con Lucrezia Lante della Rovere e Anita Ekberg.
All'inizio degli anni novanta, dopo aver fondato con l'amico Lino Patruno la società di produzione "Movietone of Italy", torna al cinema producendo e dirigendo Prova di memoria (1992) thriller ambientato a Praga con Franco Nero, e Soldato ignoto (1995), dramma fantastico sulla seconda guerra mondiale, premiato in vari festival.

## Filmografia

### Cinema
- La ragazza di latta (1970)
- Corruzione al palazzo di giustizia (1974)
- Un sussurro nel buio (1976)
- Senza buccia (1979)
- Morte in Vaticano (1982)
- Soldato ignoto (1995)

### Televisione
- Quasi davvero – film TV (1978)
- L'amante fedele – film TV (1978)
- I giochi del diavolo – miniserie TV, episodio La mano indemoniata (1980)
- Hello Hollywood, qui Broadway! – film TV (1981)
- Zoo di vetro – film TV (1983)
- I ragazzi della valle misteriosa – TV (1984)
- Quando ancora non c'erano i Beatles – TV (1988)
- Prova di memoria – film TV (1992)